# Maria Balshaw
Maria Jane Balshaw, CBE (* 24. ledna 1970 Birmingham) je od roku 2017 první ředitelkou Tate Gallery ve 120leté historii Tate. V letech 2006–2016 byla ředitelkou Whitworth Art Gallery a Manchester City Galleries. V letech 2014–2018 působila rovněž v Radě Arts Council England. Roku 2015 obdržela Řád britského impéria (komandér, CBE) za službu umění.

## Život
Maria Balshaw vyrůstala v Leicesteru a Northamptonu. Absolvovala studium anglické literatury a kulturologie na University of Liverpool (BA, 1991), a pokračovala na University of Sussex, kde získala titul MA (1992) v umělecké kritice a doktorát filozofie v oboru afroamerická vizuální kultura a literatura (1996).
Od roku 1993 přednášela kulturologii na University College Northampton a od roku 1997 působila jako vědecký pracovník v oboru vizuální kultury na University of Birmingham. Roku 2002 opustila akademickou kariéru a působila jako ředitelka Creative Partnerships (vládní program výuky kreativní práce studentů) v Birminghamu. Roku 2004 byla vybrána ze 400 uchazečů mezi zakládající členy Clore Leadership Programme, zřízeného nadací Clore Duffield Foundation a zaměřeného na partnerství mezi soukromými filantropy a vládním financováním umění. Po roce se stala členkou Strategického poradního sboru Programu a působila jako jeho regionální ředitelka ve West Midlands, později jako ředitelka vnějších vztahů a rozvoje Arts Council England ve West Midlands. Je členkou Rady Mezinárodního festivalu v Manchesteru.
Roku 2006 se stala ředitelkou Whitworth Art Gallery v Manchesteru, jejíž sbírky čítají 55 000 děl. Za jejího působení byla galerie významně rozšířena o novou budovu, která zdvojnásobila výstavní plochy. Mezinárodní architektonické soutěže, vyhlášené roku 2008 pod patronací Royal Institute of British Architects, se zúčastnilo 139 architektonických ateliérů a zvítězili v ní McInnes Usher McKnight Architects (MUMA). Stavba nové galerie byla dokončena roku 2015 a získala RIBA National Award a Art Fund’s Museum of the Year Award (2015) a následně byla navržena na Stirlingovu cenu.
Roku 2010 Maria Balshaw obdržela Paul Hamlyn Breakthrough Award (grant 260 000 £) jako uznání jejího manažerského působení v oblasti kultury. Roku 2011 obdržela Whitworth Art Gallery ocenění Lever Prize jako nejlepší kulturní zařízení na severozápadě Anglie. Od roku 2011 byla Maria Balshaw zároveň ředitelkou Manchester City Galleries. Navázání spolupráce mezi historickými a moderními kolekcemi umění zvýšilo reputaci Manchesteru jako kulturního centra. Roku 2012 toto partnerství umožnilo, aby Manchester City Galleries, Whitworth Art Gallery a Manchester Museum získaly společné financování z prostředků Arts Council England. Roku 2014 se jí jako ředitelce podařilo přesvědčit kancléře George Osborna, aby vláda poskytla finanční prostředky na stavbu nového manchesterského divadla The Factory. Maria Balshaw je od roku 2014 také ředitelkou Rothesay Pavilion Charity, která shromažďuje prostředky na rekonstrukci unikátního domu architekta Jamese Carricka, postaveného roku 1938 ve stylu ovlivněném Bauhausem, na skotském ostrově Bute.
Roku 2015 Maria Balshaw obdržela při příležitosti narozenin britské královny Řád britského impéria (komandér, CBE) za službu umění a byla zvolena Osobností roku Magazinu Apollo.
Roku 2017 byla jako vysoce respektovaná ředitelka manchesterských galerií jmenována generální ředitelkou Tate Gallery, kde nahradila Nicholase Serotu, odcházejícího do vedení Arts Council England.
Maria Balshaw je čestným profesorem, School of Business and Management, Queen Mary University of London.

### Osobní život
Maria Balshaw se roku 1997 provdala za prof. Liama Kennedyho a má s ním syna a dceru. Rozvedla se roku 2006 a po čtyřech letech se znovu provdala za ředitele Manchesterského muzea Nicka Merrimana.